# 姚有则
姚有则，字达之，中华民国官員。安徽桐城人，属皖系军阀势力。
民国3年秋任霞浦县知事，借北洋政府发行公债勒索钱财，次年受控告去职。民国5年任连江县知县。